# 主任警部モース
『主任警部モース』（しゅにんけいぶモース、原題：Inspector Morse ）は、イギリスの推理作家コリン・デクスターの代表作『モース警部』シリーズを原作とする刑事ドラマのシリーズ。主役のモース警部役をジョン・ソウが、部下のルイス巡査役をケヴィン・ウェイトリーが演じた。1話2時間（コマーシャルを除くと約100分）の作品が1987年から2000年にかけて全33話放送された。原作者のデクスターはそのうちの30話にクレジットなしでカメオ出演している。

## 概要
第1話は"Morse" のタイトルで1987年1月6日にITV系列で放送された。制作はITVの系列会社であるゼニス・プロダクション。1995年から1996年は、プロダクションがカールトン・テレビジョンに変更され、その後カールトンとWGBHのジョイントベンチャーによる制作となった。
全てのエピソードで異なる殺人事件の捜査が描かれる。アンソニー・ミンゲラが第1話「ジェリコ街の女」を含む3話の脚本を担当した。第1話にはジェマ・ジョーンズ、パトリック・トラウトン、ジェームズ・ローレンソンらがゲスト出演した。他の脚本家にジュリアン・ミッチェル（10話）、ダニー・ボイル（5話）、アルマ・カレン（4話）など、監督にジョン・マッデン（4話）、ハーバート・ワイズ（3話）、ピーター・ハモンド（3話）、エイドリアン・シャーゴールド（3話）、ダニー・ボイル（2話）など。
人気が衰えることなく、イギリス国内のみならずヨーロッパでも何度も再放送されている。

## キャスト
メイン・キャラクター
- モース警部 - ジョン・ソウ（吹替：横内正）
- ロビー・ルイス巡査 - ケヴィン・ウェイトリー（吹替：岩崎ひろし）
- ストレンジ警視正 - ジェームズ・グラウト（吹替：岡部政明）

レギュラー・キャスト
- マックス・デブリン - ピーター・ウッドソープ（吹替：宝亀克寿）（第1・2シリーズ）
- グレイリン・ラッセル - アマンダ・ヒルウッド（第3シリーズ）
- ローラ・ホブソン - クレア・ホルマン（吹替：二木てるみ）（スペシャル）

※吹替はNHK衛星第2テレビジョン放送時のもの。

## 主なスタッフ
プロデューサー
- ケニー・マクベイン（第1・2シリーズ）
- クリス・バート（第3・7シリーズ・スペシャル）
- デヴィッド・ラッシェルズ（第4・5シリーズ）
- ディアドリ・キア（第6シリーズ）
- テッド・チャイルズ（エグゼクティブ・プロデューサー）
- レベッカ・イートン（エグゼクティブ・プロデューサー、31話 - 33話）
- ローリー・グリーンウッド（アソシエート・プロデューサー）

## 小道具

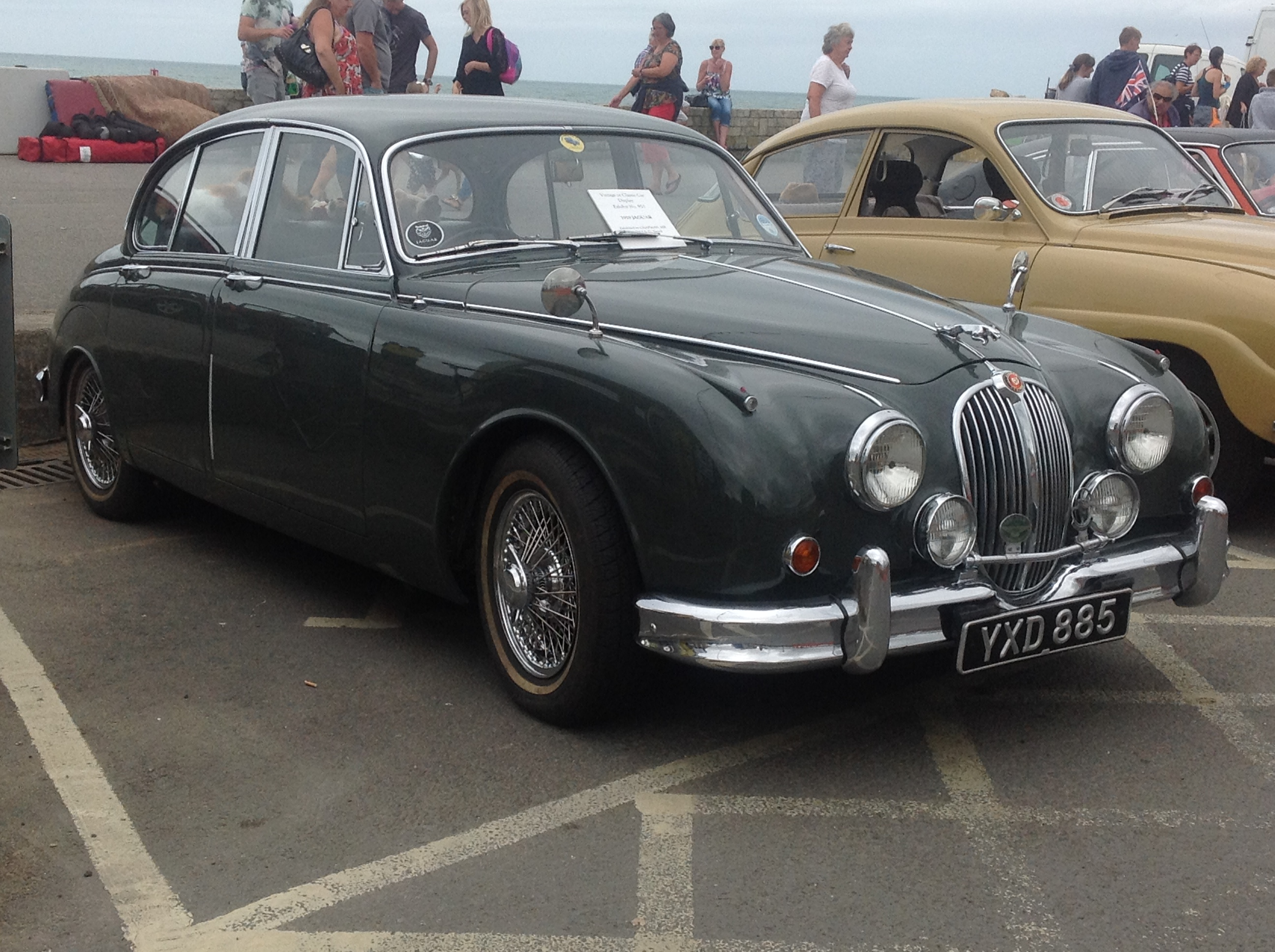
Jaguar Mark 2 2.4L (1960)

## スピンオフ
モース警部の部下ルイスが主人公のスピンオフ『オックスフォードミステリー ルイス警部』が2006年にITVで制作・放送された。この作品ではルイスは警部に昇進している。これまでに9シリーズが制作され、最新作は2015年10月に放送された。アメリカでは"Inspector Lewis" のタイトルでPBSで放送された。
2012年には、モースの若かりし頃を描いた『刑事モース〜オックスフォード事件簿〜』（原題：Endeavour" ）が2時間の単発スペシャルでITVで放送された。舞台は1965年で、主演はショーン・エヴァンス。モースの上司で父親的存在でもあるサーズデイ役には、「死はわが隣人」にゲスト出演したロジャー・アラムが起用されている。翌2013年に第1シリーズが制作され、2018年から第5シリーズが放送されている。ジョン・ソウの娘アビゲイル・ソウが新聞記者役で出演している。

## エピソード

### 第1シリーズ（1987年）
| 通算 | 話数 | タイトル                     | 原題                               | 脚本                   | 監督                 | 放送日        |
| ---- | ---- | ---------------------------- | ---------------------------------- | ---------------------- | -------------------- | ------------- |
| 1    | 1    | ジェリコ街の女               | The Dead of Jericho                | アンソニー・ミンゲラ   | アラステア・リード   | 1987年1月06日 |
| 2    | 2    | ニコラス・クインの静かな世界 | The Silent World of Nicholas Quinn | ジュリアン・ミッチェル | ブライアン・パーカー | 1月13日       |
| 3    | 3    | 死者たちの礼拝               | Service of All the Dead            | ジュリアン・ミッチェル | ピーター・ハモンド   | 1月20日       |

### 第2シリーズ（1987年 - 1988年）
| 通算 | 話数 | タイトル                 | 原題                    | 脚本                     | 監督                 | 放送日         |
| ---- | ---- | ------------------------ | ----------------------- | ------------------------ | -------------------- | -------------- |
| 4    | 1    | 消えた装身具             | The Wolvercote Tongue   | ジュリアン・ミッチェル   | アラステア・リード   | 1987年12月25日 |
| 5    | 2    | キドリントンから消えた娘 | Last Seen Wearing       | トーマス・エリス         | エドワード・ベネット | 1988年03月08日 |
| 6    | 3    | 日の沈む時               | The Settling of the Sun | チャールズ・ウッド       | ピーター・ハモンド   | 03月15日       |
| 7    | 4    | ウッドストック行最終バス | Last Bus to Woodstock   | マイケル・ウィルコックス | ピーター・デュフェル | 03月22日       |

### 第3シリーズ（1989年）
| 通算 | 話数 | タイトル                 | 原題                 | 脚本                   | 監督                 | 放送日        |
| ---- | ---- | ------------------------ | -------------------- | ---------------------- | -------------------- | ------------- |
| 8    | 1    | ハンベリー・ハウスの殺人 | Ghost in the Machine | ジュリアン・ミッチェル | ハーバート・ワイズ   | 1989年1月04日 |
| 9    | 2    | 最後の敵                 | The Last Enemy       | ピーター・バックマン   | ジェームズ・スコット | 1月11日       |
| 10   | 3    | 欺かれた過去             | Deceived by Flight   | アンソニー・ミンゲラ   | アンソニー・シモンズ | 1月18日       |
| 11   | 4    | カー・パーク5Bの謎       | The Secret of Bay 5B | アルマ・カレン         | ジム・ゴダード       | 1月25日       |

### 第4シリーズ（1990年）
| 通算 | 話数 | タイトル                     | 原題                    | 脚本                   | 監督                 | 放送日        |
| ---- | ---- | ---------------------------- | ----------------------- | ---------------------- | -------------------- | ------------- |
| 12   | 1    | 邪悪の蛇                     | The Infernal Serpent    | アルマ・カレン         | ジョン・マッデン     | 1990年1月03日 |
| 13   | 2    | ラドフォード家の遺産         | The Sins of the Fathers | ジェレミー・バーナム   | ピーター・ハモンド   | 1月10日       |
| 14   | 3    | 死を呼ぶドライブ             | Driven to Distraction   | アンソニー・ミンゲラ   | サンディ・ジョンソン | 1月17日       |
| 15   | 4    | 魔笛〜メソニック・ミステリー | Masonic Mysteries       | ジュリアン・ミッチェル | ダニー・ボイル       | 1月24日       |

### 第5シリーズ（1991年）
| 通算 | 話数 | タイトル                             | 原題                    | 脚本                   | 監督                       | 放送日        |
| ---- | ---- | ------------------------------------ | ----------------------- | ---------------------- | -------------------------- | ------------- |
| 16   | 1    | メアリー・ラプスレイに起こったこと   | Second Time Around      | ダニー・ボイル         | エイドリアン・シャゴールド | 1991年2月20日 |
| 17   | 2    | ファット・チャンス                   | Fat Chance              | アルマ・カレン         | ロイ・バタースビー         | 2月27日       |
| 18   | 3    | 誰がハリー・フィールドを殺したのか？ | Who Killed Harry Field? | フェフリー・ケース     | コリン・グレッグ           | 3月13日       |
| 19   | 4    | ギリシャ人の贈り物                   | Greeks Bearing Gifts    | ピーター・ニコルズ     | エイドリアン・シャゴールド | 3月20日       |
| 20   | 5    | 約束の地                             | Promised Land           | ジュリアン・ミッチェル | ジョン・マッデン           | 3月27日       |

### 第6シリーズ（1992年）
| 通算 | 話数 | タイトル              | 原題                  | 脚本                   | 監督                       | 放送日        |
| ---- | ---- | --------------------- | --------------------- | ---------------------- | -------------------------- | ------------- |
| 21   | 1    | デッド・オン・タイム  | Dead on Time          | ダニー・ボイル         | ジョン・マッデン           | 1992年2月26日 |
| 22   | 2    | ハッピー・ファミリー  | Happy Families        | ダニー・ボイル         | エイドリアン・シャゴールド | 3月11日       |
| 23   | 3    | モース イタリアの事件 | The Death of the Self | アルマ・カレン         | コリン・グレッグ           | 3月25日       |
| 24   | 4    | 有罪判決              | Absolute Conviction   | ジョン・ブラウン       | アントニア・バード         | 4月08日       |
| 25   | 5    | ケルビムとセラフィム  | Cherubim and Seraphim | ジュリアン・ミッチェル | ダニー・ボイル             | 4月15日       |

### 第7シリーズ（1993年）
| 通算 | 話数 | タイトル         | 原題                 | 脚本                   | 監督                     | 放送日        |
| ---- | ---- | ---------------- | -------------------- | ---------------------- | ------------------------ | ------------- |
| 26   | 1    | アヴリルの昏睡   | Deadly Slumber       | ダニー・ボイル         | スチュアート・オーム     | 1993年1月06日 |
| 27   | 2    | サタンが巣くう日 | The Day of the Devil | ダニー・ボイル         | スティーブン・ウィテカー | 1月13日       |
| 28   | 3    | 神々の黄昏       | Twilight of the Gods | ジュリアン・ミッチェル | ハーバート・ワイズ       | 1月20日       |

### 第8シリーズ（1995年 - 2000年）
| 通算 | 話数 | タイトル                   | 原題                      | 脚本                         | 監督                 | 放送日         |
| ---- | ---- | -------------------------- | ------------------------- | ---------------------------- | -------------------- | -------------- |
| 29   | 1    | 森を抜ける道               | The Way Through the Woods | ラッセル・ルイス             | ジョン・マッデン     | 1995年11月29日 |
| 30   | 2    | カインの娘たち             | The Daughters of Cain     | ジュリアン・ミッチェル       | ハーバート・ワイズ   | 1996年11月27日 |
| 31   | 3    | 死はわが隣人               | Death Is Now MY Neighbour | ジュリアン・ミッチェル       | チャールズ・ビーソン | 1997年11月19日 |
| 32   | 4    | オックスフォード運河の殺人 | The Wench Is Dead         | マルコム・ブラッドベリ       | ロバート・ナイツ     | 1998年11月11日 |
| 33   | 5    | 悔恨の日                   | The Remorseful Day        | スティーブン・チャーチェット | ジャック・ゴールド   | 2000年11月15日 |